# Caposele
Caposele est une commune italienne de la province d'Avellino, dans la région Campanie. La ville est connue pour la présence des sources Sélé qui alimentent l'aqueduc des Pouilles, et pour le site religieux Materdomini qui, avec le sanctuaire de saint Gérard Majella, est visité par de nombreux pèlerins chaque année.

## Géographie

### Hameaux
Materdomini 

### Communes limitrophes
Bagnoli Irpino, Calabritto, Castelnuovo di Conza, Conza della Campania, Laviano, Lioni, Teora, Valva

## Monuments et culture

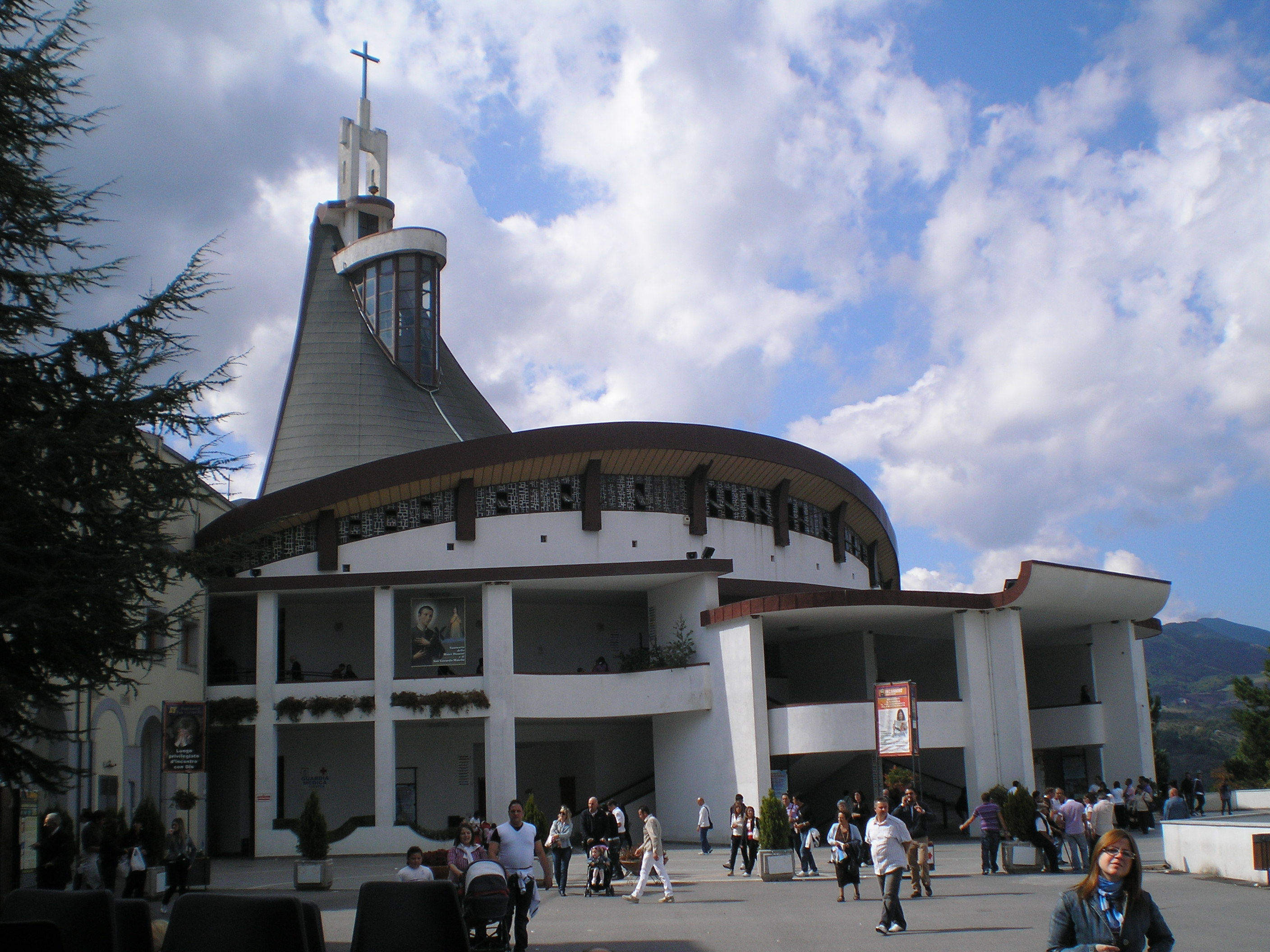
Le sanctuaire dédié à saint Gérard Majella à Materdomini.
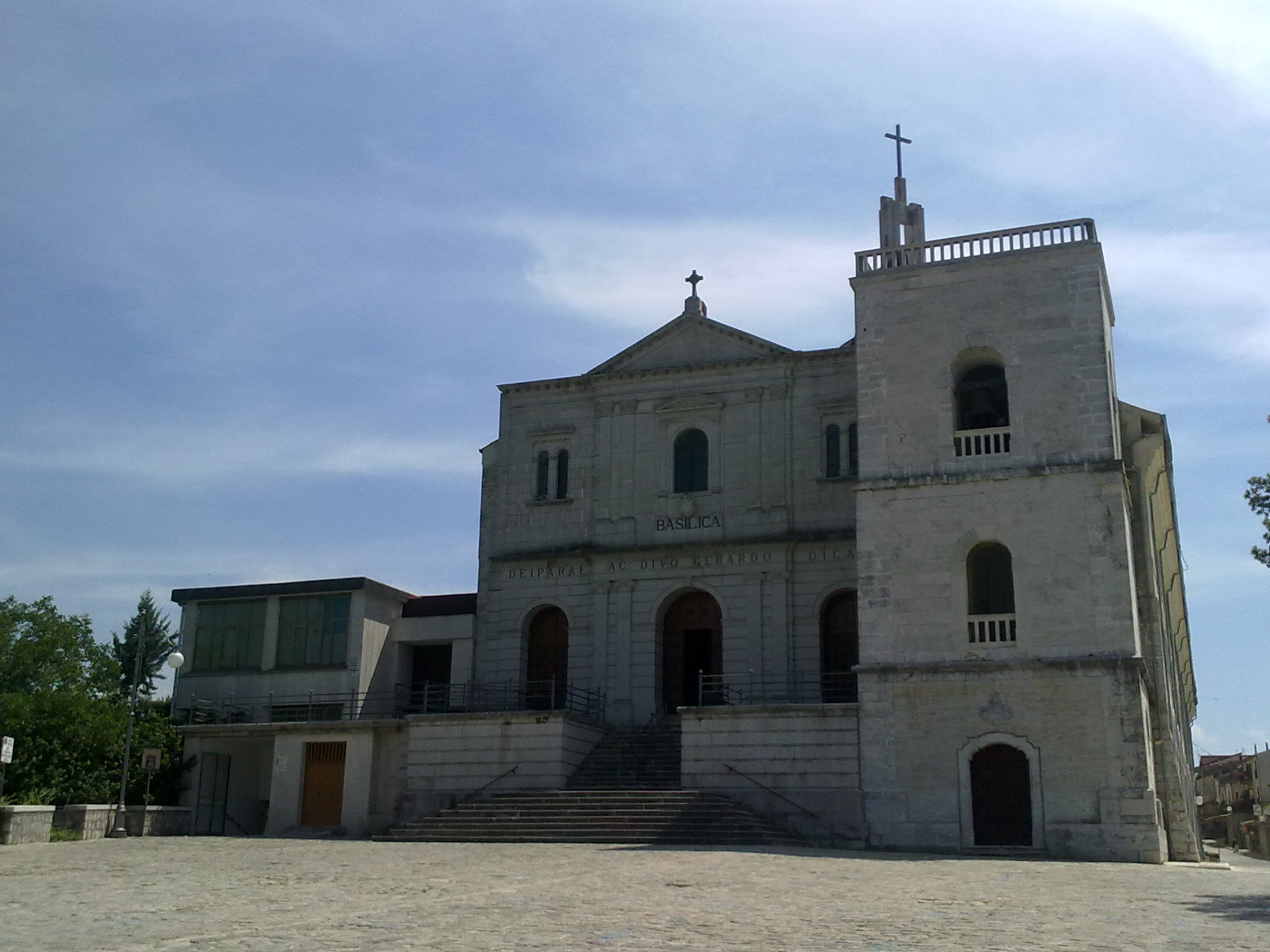
Façade de l'ancienne basilique Maria Santissima Mater Domini au sanctuaire.

## Administration
| Période | Période  | Identité        | Étiquette     | Qualité |
| ------- | -------- | --------------- | ------------- | ------- |
| 2018    | En cours | Lorenzo Melillo | liste civique |         |